# Heinrich Drekmann
Heinrich Drekmann (ur. 5 kwietnia 1896, zm. 30 lipca 1918 nad Grand-Rozoy) – as lotnictwa niemieckiego Luftstreitkräfte z 11 potwierdzonymi zwycięstwami w I wojnie światowej.

## Życiorys
Pierwsze zwycięstwo odniósł latając w eskadrze myśliwskiej Jagdstaffel 26 17 sierpnia 1917 roku. 26 sierpnia 1917 został przeniesiony do Jagdstaffel 4 należącej do Jagdgeschwader 1 (1917–1918) pod dowództwem Manfreda von Richthofena. Drugie swoje zwycięstwo odniósł dopiero 17 maja 1918 roku. W ciągu następnych dwóch miesięcy zestrzelił jeszcze 8 samolotów angielskich i francuskich. Ostatnie zwycięstwo odniósł na około 5 minut przed swoją śmiercią 30 lipca. Został zestrzelony przez francuskich pilotów z 75 eskadry Spa w okolicach Grand-Rozoy we Francji.